# Midouzon
Le Midouzon est une rivière du Gers, en France dans la région Occitanie et un sous-affluent de l'Adour par le ruisseau de Saint-Aubin.

## Géographie
Le Midouzon prend sa source dans la de la forêt d'Aignan et se jette dans le ruisseau de Saint-Aubin à l'aval de Caupenne-d'Armagnac.

## Principales communes traversées
- Gers : Aignan - Nogaro - Sainte-Christie-d'Armagnac

## Principaux affluents
- le Candaou : 3 km
- le Lanestet : 3 km
- le Lanéto : 1 km
- le Quiec : 1 km